# Tirreno-Adriatico 1975
La Tirreno-Adriatico 1975, decima edizione della corsa, si svolse dal 12 al 16 marzo 1975 su un percorso di 816 km, suddiviso su 5 tappe (la seconda suddivisa su 2 semitappe). La vittoria fu appannaggio del belga Roger De Vlaeminck, che completò il percorso in 21h34'38", precedendo il norvegese Knut Knudsen e l'italiano Wladimiro Panizza.

## Tappe
| Tappa  | Data     | Percorso                                     | km  | Vincitore di tappa                | Leader cl. generale |
| ------ | -------- | -------------------------------------------- | --- | --------------------------------- | ------------------- |
| 1ª     | 12 marzo | Santa Marinella > Fiuggi                     | 195 | Walter Planckaert                 | Walter Planckaert   |
| 2ª-1   | 13 marzo | Frosinone > Frascati                         | 95  | Roger De Vlaeminck                | Walter Planckaert   |
| 2ª-2   | 13 marzo | Frascati > Monte Livata                      | 84  | Italo Zilioli                     | Italo Zilioli       |
| 3ª     | 14 marzo | Subiaco > Tortoreto Lido                     | 237 | Patrick Sercu                     | Italo Zilioli       |
| 4ª     | 15 marzo | Tortoreto > Civitanova Marche                | 187 | Roger De Vlaeminck                | Wladimiro Panizza   |
| 5ª     | 16 marzo | San Benedetto del Tronto (cron. individuale) | 18  | Roger De Vlaeminck & Knut Knudsen | Roger De Vlaeminck  |
| Totale | Totale   | Totale                                       | 816 |                                   |                     |

## Dettagli delle tappe

### 1ª tappa
- 12 marzo: Santa Marinella > Fiuggi – 195 km

Risultati
| Pos. | Corridore         | Squadra     | Tempo |
| ---- | ----------------- | ----------- | ----- |
| 1    | Walter Planckaert | Maes Watney | ?     |

| Pos. | Corridore         | Squadra     | Tempo |
| ---- | ----------------- | ----------- | ----- |
| 1    | Walter Planckaert | Maes Watney |       |

### 2ª tappa, 1ª semitappa
- 13 marzo: Frosinone > Frascati – 95 km

Risultati
| Pos. | Corridore          | Squadra  | Tempo |
| ---- | ------------------ | -------- | ----- |
| 1    | Roger De Vlaeminck | Brooklyn | ?     |

| Pos. | Corridore         | Squadra     | Tempo |
| ---- | ----------------- | ----------- | ----- |
| 1    | Walter Planckaert | Maes Watney |       |

### 2ª tappa, 2ª semitappa
- 13 marzo: Frascati > Monte Livata – 84 km

Risultati
| Pos. | Corridore     | Squadra           | Tempo |
| ---- | ------------- | ----------------- | ----- |
| 1    | Italo Zilioli | Magniflex-Torpado | ?     |

| Pos. | Corridore     | Squadra           | Tempo |
| ---- | ------------- | ----------------- | ----- |
| 1    | Italo Zilioli | Magniflex-Torpado |       |

### 3ª tappa
- 14 marzo: Subiaco > Tortoreto Lido – 237 km

Risultati
| Pos. | Corridore     | Squadra  | Tempo |
| ---- | ------------- | -------- | ----- |
| 1    | Patrick Sercu | Brooklyn | ?     |

| Pos. | Corridore     | Squadra           | Tempo     |
| ---- | ------------- | ----------------- | --------- |
| 1    | Italo Zilioli | Magniflex-Torpado | 21h27'38" |

### 4ª tappa
- 15 marzo: Tortoreto > Civitanova Marche - 187 km

Risultati
| Pos. | Corridore          | Squadra  | Tempo |
| ---- | ------------------ | -------- | ----- |
| 1    | Roger De Vlaeminck | Brooklyn | ?     |

| Pos. | Corridore         | Squadra  | Tempo |
| ---- | ----------------- | -------- | ----- |
| 1    | Wladimiro Panizza | Brooklyn |       |

### 5ª tappa
- 16 marzo: San Benedetto del Tronto - (Cron. individuale) - 18 km

Risultati
| Pos. | Corridore          | Squadra         | Tempo   |
| ---- | ------------------ | --------------- | ------- |
| 1    | Roger De Vlaeminck | Brooklyn        | 23'32"  |
| 1    | Knut Knudsen       | Jolly Ceramica  | ex æquo |
| 3    | Simone Fraccaro    | Bianchi-Piaggio | a 36"   |

| Pos. | Corridore          | Squadra        | Tempo     |
| ---- | ------------------ | -------------- | --------- |
| 1    | Roger De Vlaeminck | Brooklyn       | 21h34'38" |
| 2    | Knut Knudsen       | Jolly Ceramica | a 19"     |
| 3    | Wladimiro Panizza  | Brooklyn       | a 48"     |

## Classifiche finali

### Classifica generale - Maglia azzurra
| Pos. | Corridore          | Squadra         | Tempo     |
| ---- | ------------------ | --------------- | --------- |
| 1    | Roger De Vlaeminck | Brooklyn        | 21h34'38" |
| 2    | Knut Knudsen       | Jolly Ceramica  | a 19"     |
| 3    | Wladimiro Panizza  | Brooklyn        | a 48"     |
| 4    | Francesco Moser    | Filotex         | a 1'01"   |
| 5    | Felice Gimondi     | Bianchi-Piaggio | a 1'09"   |
| 6    | Frans Verbeeck     | Maes Watney     | a 1'15"   |
| 7    | Giancarlo Polidori | Furzi-F.T.      | a 1'34"   |
| 8    | Enrico Paolini     | Scic-Bottecchia | a 2'08"   |
| 9    | Hennie Kuiper      | Frisol-G.B.C.   | a 2'11"   |
| 10   | Alfredo Chinetti   | Furzi-F.T.      | a 2'15"   |